# Hysteropterum doriae
Hysteropterum doriae är en insektsart som beskrevs av Ferrari 1884. Hysteropterum doriae ingår i släktet Hysteropterum och familjen sköldstritar. Inga underarter finns listade i Catalogue of Life.